# Le Blanc-Mesnil
Le Blanc-Mesnil é uma comuna francesa localizada no departamento de Seine-Saint-Denis, na região de Île-de-France.

## Toponímia
Em uma ata real de 1060, a primeira menção conhecida hoje pelo nome de Le Blanc-Mesnil aparece na forma de Mansionile blavum.
Mansionile blavum é em seguida transcrita Maisnellus Albus entre 1061 e 1095, Blancum mensionile em 1118, Mansionile blaum em 1141, Blaumesnillum em 1163, Blanc Meny em 1453, depois em 1775 Blanc-mênil.
Mesnil é um elemento de topônimo difundido no norte da França, do latim Mansionem, o baixo latim criou um novo termo derivado mansionile, de fato galo-romano MASIONILE, diminutivo de ma[n]sio "morada, habitação, casa". Tornou-se em francês medieval maisnil, mesnil, "casa com terreno".